# Apamea lunulata
Apamea lunulata är en fjärilsart som beskrevs av Feichenberger 1962. Apamea lunulata ingår i släktet Apamea och familjen nattflyn. Inga underarter finns listade i Catalogue of Life.